# Ольшанка (Єльниківський район)
Ольша́нка (рос. Ольшанка, ерз. Ольшанка) — селище у складі Єльниківського району Мордовії, Росія. Входить до складу Надеждинського сільського поселення.
Населення — 20 осіб (2010; 15 у 2002).
Національний склад (станом на 2002 рік):
- росіяни — 60 %
- мордва — 40 %